# Art Spoelstra
Arthur Cornelius "Art" Spoelstra (Grand Rapids, Míchigan, 11 de septiembre de 1932-Evansville, Indiana, 9 de abril de 2008) fue un jugador de baloncesto estadounidense que disputó cuatro temporadas en la NBA. Con 2,08 metros de estatura, jugaba en la posición de pívot.

## Trayectoria deportiva

### Universidad
Jugó durante tres temporadas con los Hilltoppers de la Universidad de Kentucky Occidental, en las que promedió 16,4 puntos y 11,3 rebotes por partido. Fue el primer jugador de la historia de la universidad en anotar más de 50 puntos en un partido, logrando 52 ante Morehead State en 1953. En las tres temporadas fue incluido en el mejor quinteto de la Ohio Valley Conference.

### Profesional
Fue elegido en la trigésimo cuarta posición del Draft de la NBA de 1954 por Rochester Royals, donde jugó 3 temporadas como suplente, siendo la más destacada la 1955-56, en la que promedió 8,5 puntos y 6,1 rebotes por partido.
Antes del comienzo de la temporada 1957-58 fue traspasado junto a Bob Burrow, Ed Fleming, Don Meineke y los derechos sobre Rod Hundley a Minneapolis Lakers, a cambio de Clyde Lovellette y Jim Paxson. Allí jugó 50 partidos, promediando 7,6 puntos y 5,6 rebotes, hasta que poco antes del final de la temporada fue traspasado a New York Knicks, retirándose al término de la misma por problemas en sus rodillas.

## Estadísticas de su carrera en la NBA

### Temporada regular
| Temporada | Edad | Equipo             | Liga | P   | TIT | MIN  | TC  | TCA | %TC  | 3P | 3PA | %3P | TL  | TLA | %TL  | R.OF. | R.DEF. | REB | ASIS | ROB | TAP | PER | FP  | PTS |
| 1954-55   | 22   | Rochester Royals   | NBA  | 70  |     | 16.1 | 2.3 | 5.7 | .398 |    |     |     | 1.5 | 2.2 | .692 |       |        | 4.1 | 0.8  |     |     |     | 2.4 | 6.1 |
| 1955-56   | 23   | Rochester Royals   | NBA  | 72  |     | 22.8 | 3.1 | 8.0 | .392 |    |     |     | 2.3 | 3.3 | .685 |       |        | 6.1 | 1.3  |     |     |     | 3.4 | 8.5 |
| 1956-57   | 24   | Rochester Royals   | NBA  | 69  |     | 17.0 | 3.1 | 8.1 | .388 |    |     |     | 1.3 | 1.7 | .733 |       |        | 3.2 | 0.8  |     |     |     | 2.4 | 7.6 |
| 1957-58   | 25   | TOTAL              | NBA  | 67  |     | 19.5 | 2.4 | 6.3 | .384 |    |     |     | 1.9 | 2.8 | .679 |       |        | 5.0 | 0.9  |     |     |     | 3.4 | 6.7 |
| 1957-58   | 25   | Minneapolis Lakers | NBA  | 50  |     | 22.0 | 2.8 | 7.1 | .399 |    |     |     | 2.0 | 3.0 | .667 |       |        | 5.6 | 1.0  |     |     |     | 3.7 | 7.6 |
| 1957-58   | 25   | New York Knicks    | NBA  | 17  |     | 12.2 | 1.2 | 3.9 | .303 |    |     |     | 1.6 | 2.2 | .730 |       |        | 3.0 | 0.4  |     |     |     | 2.5 | 3.9 |
| Total     |      |                    | NBA  | 278 |     | 18.9 | 2.7 | 7.0 | .391 |    |     |     | 1.7 | 2.5 | .693 |       |        | 4.6 | 1.0  |     |     |     | 2.9 | 7.2 |

### Playoffs
| Temporada | Edad | Equipo           | Liga | P | MIN | TCA | TC | 3PA | 3P | TLA | TL | R.OF. | REB | ASIS | ROB | TAP | PER | FP | PTS | %TC  | %3P | %FT   | MIN | PTS | REB | AST |
| 1954-55   | 22   | Rochester Royals | NBA  | 3 | 28  | 7   | 14 |     |    | 1   | 1  |       | 9   | 0    |     |     |     | 11 | 15  | .500 |     | 1.000 | 9.3 | 5.0 | 3.0 | 0.0 |
| Total     |      |                  | NBA  | 3 | 28  | 7   | 14 |     |    | 1   | 1  |       | 9   | 0    |     |     |     | 11 | 15  | .500 |     | 1.000 | 9.3 | 5.0 | 3.0 | 0.0 |